# شرکت راه‌آهن هلند–آفریقای جنوبی
شرکت راه‌آهن هلند–آفریقای جنوبی (Nederlandsche Zuid-Afrikaansche Spoorwegmaatschappij) شرکت ترابری ریلی هلندی بود، که در سال ۱۸۸۷ تأسیس شد.